# Anton Ackermann
Anton Ackermann (nacido Eugen Hanisch, Thalheim, 25 de diciembre de 1905 - Berlín Este, 4 de mayo de 1973) fue un político alemán. Desde enero a octubre de 1953, sirvió brevemente como Ministro de Asuntos Exteriores de la República Democrática Alemana (RDA).

## Biografía
Anton Ackermann nació el 25 de diciembre de 1905 con el nombre de Eugen Hanisch en Thalheim, Sajonia. De 1912 a 1920 asistió a la Volksschule. En 1919 ingresa en una organización comunista para jóvenes, la Freie Sozialistische Jugend (Juventud Socialista Libre). En 1920 ingresó en la Deutscher Textilarbeiterverband (Asociación Alemana de los Obreros Textiles) y en la Kommunistischer Jugendverband Deutschlands (Asociación Comunista de Jóvenes de Alemania).
De 1920 a 1921 fue peón. De 1921 a 1928 trabajó como obrero textil. Al mismo tiempo, de 1920 a 1923 asistió a una escuela de formación continua y de 1920 a 1928 trabajó como funcionario de la Asociación Comunista de Jóvenes de Alemania. En 1926 se unió al Partido Comunista de Alemania (Kommunistische Partei Deutschlands, KPD).
De 1929 a 1933 estudió en la Escuela Internacional Lenin en Moscú. Cuando regresó a Alemania, el Partido Comunista (después de la llegada al poder de Adolf Hitler en 1933) fue desmantelado y sus líderes deportados a los campos de concentración, forzados a exiliarse o forzados a vivir en la clandestinidad, aunque el partido nunca fue prohibido oficialmente durante el periodo nacionalsocialista. A pesar de la persecución del partido, Ackermann continuó trabajando para él, hasta 1935 en Alemania y de 1935 a 1945 en el exilio (de 1935 a 1937 en Praga, de 1937 a 1940 en París y de 1940 a 1945 en Moscú).
De 1935 a 1937, en Praga, fue miembro del Partido Comunista de Alemania en el exilio. En 1937, durante la Guerra Civil Española, Ackermann por algún tiempo fue el líder de la Escuela Política de las Brigadas Internacionales. De 1937 a 1940, en París, otra vez fue miembro del Partido Comunista de Alemania en el exilio. Además publicó tres periódicos del exilio. En Moscú desde 1941 trabajó como redactor del periódico Das freie Wort (La palabra libre) y desde 1943 como redactor jefe de la emisora Freies Deutschland (Alemania libre). En 1943 se convirtió en miembro activo del Comité Nacional por una Alemania Libre (NKFD) con sede en Moscú.
A finales de la Segunda Guerra Mundial, el 1 de mayo de 1945, regresó a Sajonia como jefe de uno de los equipos enviados por el PCUS a diferentes partes de la zona de ocupación soviética para sentar las bases de la Administración Militar Soviética en Alemania.[cita requerida] Fue uno de los fundadores del Partido Socialista Unificado de Alemania (SED). De 1946 a 1954 fue miembro del Comité Central del Partido Socialista Unificado de Alemania. De 1950 a 1954, fue miembro de la Cámara Popular (Volkskammer).
De 1949 a 1953, fue secretario de Estado en el Ministerio de Asuntos Exteriores. Después del arresto del ministro titular, Georg Dertinger, Ackermann lo sucedió brevemente como Ministro de Asuntos Exteriores.
En julio de 1953, fue expulsado del Politburó y en enero de 1954 del Comité Central y despedido como ministro por su "actividad hostil al partido".
En 1956 fue rehabilitado y trabajó para la Oficina de Planificación Estatal.
En 1970 fue recompensado con la Medalla del Servicio Patriótico. Enfermo de cáncer, se suicidó en 1973.